# Bałdowo (województwo pomorskie)
Bałdowo (1772-1920 Baldau) – wieś w Polsce położona w województwie pomorskim, w powiecie tczewskim, w gminie Tczew.
Wieś leży w pobliżu drogi krajowej nr 22 i w odległości 1 km od brzegów Wisły. Wieś jest siedzibą sołectwa Bałdowo, w którego skład wchodzi również miejscowość Knybawa.
W latach 1975–1998 miejscowość administracyjnie należała do województwa gdańskiego.

## Historia
Miejscowość położona jest w regionie etniczno-kulturowym określanym jako Kociewie. Zamieszkiwali ją Niemcy, Polacy (a dokładniej Kociewiacy i podgrupa etniczna Górale). Pod koniec II wojny światowej miejsce ludności niemieckiej zajęła ludność napływowa (z przedwojenngo wschodu oraz południa Polski), która uległa integracji z ludnością autochtoniczną.
Jak podaje Słownik geograficzny Królestwa Polskiego i innych krajów słowiańskich z roku 1880, pierwotnie wieś prawdopodobnie nosiła nazwę Kaldeling. Wiadomo, że w roku 1335 wieś należała do Celowa i Nikuńca z Chyloni, którzy oddali ją w dzierżawę na kilkadziesiąt lat. W roku 1481 opat pelpliński Paweł de Zullen nabył 18 włók w Kaldeling z karczmą za 1448 marek od Szymona z Dalwina pod Tczewem. W roku 1490 pozostali tu jeszcze dawniejsi osadnicy, siedzący na starych przywilejach i wzbraniający się przed zapłatą czynszu dla klasztoru (cystersi z Pelplina). Pozwani przez oficjała gdańskiego Grzegorza Grewe, który powołał się na akt z roku 1335 i wprowadził zapis o niewywiązaniu się z zapłaty przez owych osadników oraz zagroził im klątwą, zapłacili żądaną sumę. W roku 1570 Andrzej Swarożyński, dworzanin królewski, doniósł królowi, że wieś Kaldeling bezprawnie utrzymuje konwent, ponieważ chociaż dawniej była to wieś szlachecka, w tamtych czasach nie pełniła służby wojennej. Król posłuchał Swarożyńskiego i oddał mu wieś w posiadanie cofając prawo kupna Kaldeling przez klasztor. W chwili gdy Swarożyński miał stać się właścicielem wsi, umarł nagłą śmiercią. Prawa do miejscowości przeszły na jego brata Mikołaja Swarożyńskiego, który sprzedał ją za 3000 talarów bratu opata w Pelplinie, Krysztofowi Rembowskiemu, który posiadał już Sumin i Sycymin pod Pogutkami. Plotka głosiła, że cała transakcja była tylko grą pozorów, a w rzeczywistości ksiądz opat wyznaczył Kaldeling jako posag dla Doroty - córki Alberta Rembowskiego (Krysztof Rembowski był jego stryjem) - która miała zostać żoną Michała Konarskiego. Michał Konarski był starostą czarnińskim (hamersztyńskim), a następnie kasztelanem gdańskim i województwa pomorskiego. Cała ta sprawa była potem powodem długiego procesu przed sądem wojewódzkim i przed trybunałem. W efekcie trafiła przed sejm, gdyż klasztor posiadał wieś szlachecką i kupując ją zobowiązał się pełnić służbę wojenną, ale się z tego nie wywiązał. Sejm sprawy nie rozstrzygnął i było to powodem późniejszych ugód. W roku 1619 klasztor zapłacił właścicielce Dorocie (wówczas już wdowie po Michale Konarskim) 14 tysięcy złotych. i odebrał majątek. Trzy lata później (nie wiadomo, dlaczego - być może ojcom cena ta wydała się zbyt wysoka) klasztor odstąpił jednak swoje prawa do Kaldeling Dorocie i jej synowi Stanisławowi, otrzymując 4 tysiące złotych. W tymże roku książę Albert Stanisław Radziwiłł nabył od Konarskich wieś Kaldeling, a konwent wydał mu wszystkie przywileje dotyczące wsi.

## Przynależność administracyjna
Wieś należała do:
- 1440 – Bałdowo podlegało pod Związek Pruski.
- 1466 – po pokoju toruńskim Bałdowo wróciło do Polski.
- 1772 – po pierwszym rozbiorze Bałdowo znalazło się ponownie pod panowaniem pruskim.

W latach 1835–1939 na terenie wsi znajdował się cmentarz gminy żydowskiej. Dziś pozostały po nim lapidarium w języku polskim i hebrajskim oraz kilkadziesiąt macew.
W latach międzywojennych (1920-1939), miejscowość leżała na pograniczu Wolnego Miasta Gdańsk i Polski - przynależąc do Polski. We wsi funkcjonowało przejście graniczne na Moście Knybawskim.
W czasie II wojny światowej w miejscowości znajdowały się koszary wojskowe wojsk niemieckich. W ich miejscu pozostały dziś już tylko fragmenty fundamentów. Mieściły się tu również schrony wojskowe (do dziś zachowane bunkry przy nabrzeżu Wisły).

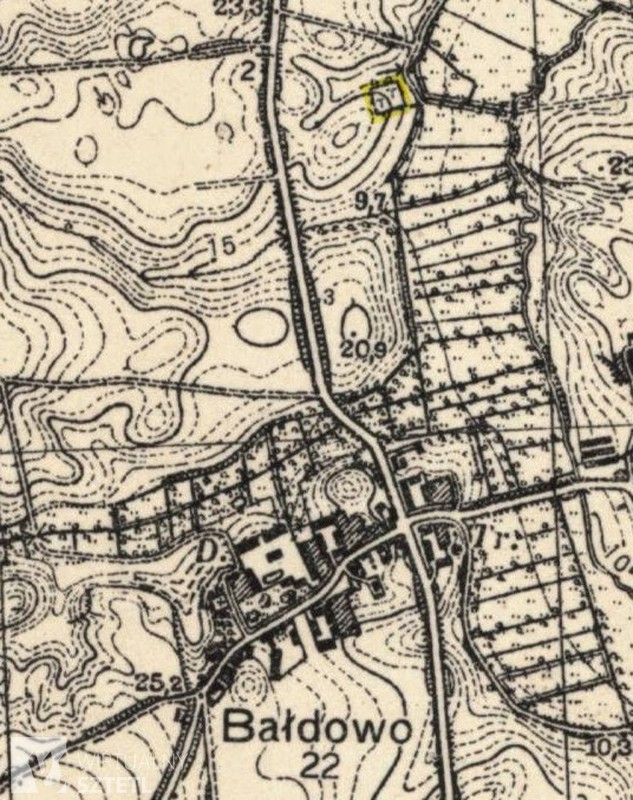
Mapa topograficzna z 1934r.